# ان‌جی‌سی ۷۲۵۹
ان‌جی‌سی ۷۲۵۹ (انگلیسی: NGC 7259) یک کهکشان مارپیچی است که تقریباً ۶۶ میلیون سال نوری از زمین فاصله دارد و در صورت فلکی ماهی جنوبی قرار دارد. این کهکشان در ۲۸ سپتامبر ۱۸۳۴ توسط جان هرشل کشف شد.